# Timo Murama
Timo Kaapo Arthur Murama, né Moberg le 15 octobre 1912 à Rovaniemi, décédé le 17 janvier 1981 au même endroit, est un coureur finlandais du combiné nordique et sauteur à ski, membre du club Ounasvaaran Hiihtoseura.

## Carrière
Lors des Jeux olympiques de Garmisch-Partenkirchen en 1936, il est arrivé 7e du combiné et 24e du saut spécial. Il est deuxième de l'épreuve de saut à ski des Jeux du ski de Lahti en 1936, et lors de l'édition suivante réalise la même performance en combiné. Aux Championnats du monde de Lahti en 1938, il arrive 10e du combiné, 63e du saut et 148e (sur 187 participants) sur les 18 km de ski de fond. Il s'est classé 5e de l'épreuve de combiné des Championnats du monde de Cortina d'Ampezzo, en 1941, mais le Championnat a été annulé après 2e guerre mondiale.

## Sources
- Les résultats de la coupe du monde 1938 sur le site du musée de la ville de Lahti (consulté le 19 février 2011)
- Les résultats de l'épreuve de saut du 8 mars 1936  sur le site du musée de la ville de Lahti (consulté le 19 février 2011)